# Natuurijsklassieker
De natuurijsklassiekers zijn marathonschaatswedstrijden op het natuurijs van vooral bevroren meren en vaarten georganiseerd door de Stichting Natuurijs Klassiekers.

## Stichting Natuurijs Klassiekers
Sinds de oprichting op 16 januari 1991 coördineert de Stichting Natuurijs Klassiekers (SNK) de nationale klassiekers op natuurijs. De historie van de organiserende ijsverenigingen gaat echter veel verder terug, gemiddeld zijn ze meer dan honderd jaar oud. De natuurijsklassiekers worden vanwege de afhankelijkheid van (strenge) vorst erg onregelmatig gereden. Na de Elfstedenwinter van 1997 was er een periode van 12 jaar voor er weer een natuurijsklassieker, de Driedaagse van Ankeveen, uitgeschreven kon worden.

## Historie
Op 1 maart 1888 werd de oudst bekende langeafstandswedstrijd in Nederland op natuurijs gereden. De route was 30 kilometer lang tussen Haarlem en Leiden en ging geheel over de Leidsche trekvaart. De deelnemers startten solo om de 5 minuten. Klaas Pander werd winnaar in 1 uur 6 minuten en 15 seconden. Sportpionier Pim Mulier eindigde op de tweede plaats op 3 minuten en 15 seconden van Pander. Behalve de Elfstedentocht in 1909, 1912 en 1917 werd er pas in 1917 in het Noord-Hollandse Waterland een tweede natuurijswedstrijd gehouden. In 1938 volgt de Dorpentocht en op 8 januari 1940 vindt de eerste editie van de Noorder Rondritten in Groningen plaats en is daarmee de oudst nog bestaande natuurijsklassieker.
De Elfstedentocht wordt ook vaak genoemd als klassieker maar wordt niet georganiseerd door de Stichting Natuurijs Klassiekers. Deze wordt georganiseerd door de Koninklijke Vereniging De Friesche Elf Steden.

## Natuurijsklassement
Over de klassiekers wordt een natuurijsklassement opgemaakt. Het klassement heet officieel de Klassieker Cup. Er moeten minstens twee natuurijsklassiekers gereden worden voor het klassement in werking treedt, pas na het verrijden van vier klassiekers wordt ook een eindwinnaar aangewezen. De Nederlandse kampioenschappen marathonschaatsen op natuurijs tellen ook mee voor dit klassement.
Het Natuurijsklassement had tot nu toe de volgende winnaars:
| Jaar      | Heren            | Dames                   |
| --------- | ---------------- | ----------------------- |
| 1990/1991 | Jos Pronk        |                         |
| 1995/1996 | Henri Ruitenberg |                         |
| 1996/1997 | Hans Pieterse    | Neeke Smit              |
| 2011/2012 | Rob Hadders      | Foske Tamar van der Wal |

## Buiten Nederland
Buiten Nederland zijn er ook wedstrijden die dezelfde formule als de natuurijsklassiekers hanteren. Sinds 1999 wordt (bijna) jaarlijks in Zweden de Vikingarännet georganiseerd.

## Overzicht natuurijsklassiekers

### Voormalige natuurijsklassiekers
Onderstaande de voormalige natuurijsklassiekers. Deze worden tegenwoordig niet meer verreden of alleen als toertocht.
| Voormalige natuurijsklassieker | Plaats                | Km     | Edities | Edities          | Edities          | Laatste winnaar      | Laatste winnaar      |
| Voormalige natuurijsklassieker | Plaats                | Km     | Aantal  | Eerste editie    | Laatste editie   | Heren                | Dames                |
| ------------------------------ | --------------------- | ------ | ------- | ---------------- | ---------------- | -------------------- | -------------------- |
| Twintigplaatsenwedstrijd       | Nieuwendam            | 50     | 1       | 17 januari 1917  | -                | P. Arts              | Geen dames wedstrijd |
| Elka Watch Rondrit             | Nieuwendam            | 100    | 2       | 6 december 1920  | 20 januari 1924  | Sjaak de Koning      | Geen dames wedstrijd |
| Dorpentocht                    | Alkmaar               | 30-115 | 10      | 7 januari 1940   | 12 februari 1956 | Aad de Koning        | Nordanus             |
| Elfmerentocht                  | Langweer, Sneek       | 50-103 | 5       | 13 januari 1940  | 19 januari 1963  | Henk Fennema         | Toos Kortbeek        |
| Zuidlaardermeermarathon        | Zuidlaren, Kropswolde | 75-200 | 4       | 28 december 1950 | 10 februari 1963 | Jan J. van der Hoorn | Anja Lapoutre        |
| Westland Marathon              | Maasland              | 100    | 15      | 21 december 1946 | 2 januari 1997   | Ruud Borst           | Klasina Seinstra     |

### Natuurijsklassiekers
Er zijn elf natuurijsklassiekers en twee neo-klassiekers die in 73 jaar in totaal 112 keer als wedstrijd zijn verreden (van 8 januari 1940 t/m 26 januari 2013):
| Natuurijsklassieker     | Plaats                 | Km       | Edities | Edities          | Edities          | Laatste winnaar | Laatste winnaar         |
| Natuurijsklassieker     | Plaats                 | Km       | Aantal  | Eerste editie    | Laatste editie   | Heren           | Dames                   |
| ----------------------- | ---------------------- | -------- | ------- | ---------------- | ---------------- | --------------- | ----------------------- |
| Noorder Rondritten      | Baflo                  | 150      | 11      | 8 januari 1940   | 7 januari 1997   | Arnold Stam     | Neeke Smit              |
| Noordwesthoekrit        | Steenwijk              | 85       | 11      | 23 december 1946 | 9 februari 1996  | Jan Bakker      | Baukje Bron             |
| Ronde van Loosdrecht    | Loosdrecht             | 100      | 10      | 1 februari 1947  | 11 januari 2010  | Ralf Zwitser    | Carla Zielman           |
| Oldambtrit              | Scheemda               | 100      | 17      | 6 februari 1956  | 4 januari 1996   | Ruud Borst      | Klasina Seinstra        |
| Hollands Venetiëtocht   | Giethoorn              | 55       | 14      | 18 februari 1956 | 12 februari 2012 | Rob Hadders     | Jolanda Langeland       |
| Veluwemeertocht         | Elburg                 | 100      | 13      | 23 februari 1963 | 10 februari 2012 | Ruud Aerts      | Foske Tamar van der Wal |
| Amstelmeer Marathon     | Westerland             | 100      | 7       | 24 februari 1963 | 12 januari 1997  | Yep Kramer      | Jolanda Duivenvoorden   |
| De 100 van Eernewoude   | Eernewoude             | 100      | 9       | 5 januari 1979   | 13 februari 2012 | Simon Schouten  | Carla Zielman           |
| Rottemerentocht         | Zevenhuizen (Zuidplas) | 200      | 6       | 27 januari 1979  | 10 januari 1997  | Hans Pieterse   | Janneke Dickhout        |
| Driedaagse van Ankeveen | Ankeveen               | 3 daagse | 4       | 12 februari 1979 | 12 januari 2009  | Bob de Vries    | Sandra 't Hart          |
| USA Marathon            | Schermerhorn           | 100      | 5       | 20 februari 1986 | 6 januari 1997   | René Ruitenberg | Baukje Bron             |

### Natuurijs neo-klassiekers
Eind 2010 is de Ronde van Duurswold toegevoegd aan de lijst van klassiekers, dit als vroege alternatief voor de Noorder Rondritten. In de zomer van 2011 heeft de Stichting Natuurijs Klassiekers samen met de KNSB besloten vier nieuwe wedstrijden aan de lijst met klassiekers toe te voegen. Naast de Ronde van Duurswold is ook de Ronde van Skarsterlân vanaf 2012 een van de nieuwe klassiekers.
| Natuurijs neo-klassieker | Plaats     | Km | Edities | Edities          | Edities         | Laatste winnaar | Laatste winnaar         |
| Natuurijs neo-klassieker | Plaats     | Km | Aantal  | Eerste editie    | Laatste editie  | Heren           | Dames                   |
| ------------------------ | ---------- | -- | ------- | ---------------- | --------------- | --------------- | ----------------------- |
| Ronde van Skarsterlân    | Goingarijp | 80 | 3       | 24 december 2010 | 26 januari 2013 | Bob de Vries    | Foske Tamar van der Wal |
| Ronde van Duurswold      | Duurswold  | 80 | 2       | 29 december 2010 | 7 februari 2012 | Rob Hadders     | Foske Tamar van der Wal |

## Natuurijsklassiekers in de 21e eeuw
In de 21e eeuw zijn de volgende natuurijsklassiekers georganiseerd:
| #  | Datum            | Wedstrijd                  | Winnaar heren         | Winnaar dames           |
| -- | ---------------- | -------------------------- | --------------------- | ----------------------- |
| 1  | 12 januari 2009  | 4e Driedaagse van Ankeveen | Bob de Vries          | Sandra 't Hart          |
| 2  | 11 januari 2010  | 11e Ronde van Loosdrecht   | Ralf Zwitser          | Carla Zielman           |
| 3  | 14 januari 2010  | 12e Veluwemeertocht        | Geert-Jan van der Wal | Mireille Reitsma        |
| 4  | 24 december 2010 | 1e Ronde van Skarsterlân   | Ralf Zwitser          |                         |
| 5  | 28 december 2010 | 8e De 100 van Eernewoude   | Arjan Stroetinga      | Mireille Reitsma        |
| 6  | 29 december 2010 | 1e Ronde van Duurswold     | Jorrit Bergsma        | Carla Zielman           |
| 7  | 7 februari 2012  | 2e Ronde van Duurswold     | Rob Hadders           | Foske Tamar van der Wal |
| 8  | 9 februari 2012  | 2e Ronde van Skarsterlân   | Rob Hadders           | Foske Tamar van der Wal |
| 9  | 10 februari 2012 | 13e Veluwemeertocht        | Ruud Aerts            | Foske Tamar van der Wal |
| 10 | 12 februari 2012 | 14e Hollands Venetiëtocht  | Rob Hadders           | Jolanda Langeland       |
| 11 | 13 februari 2012 | 9e De 100 van Eernewoude   | Simon Schouten        | Carla Zielman           |
| 12 | 16 januari 2013  | 3e Ronde van Skarsterlân   | Bob de Vries          | Foske Tamar van der Wal |